# Flectonotus
Flectonotus es un género de anfibio anuro de la familia de Hemiphractidae. Se encuentran en el noreste de Colombia, noroeste de Venezuela y en Trinidad y Tobago.

## Especies
Se reconocen las siguientes según ASW:
- Flectonotus fitzgeraldi (Parker, 1934).
- Flectonotus pygmaeus (Boettger, 1893).